# Fjell fæstning
60°19′31.2″N 5°4′54.5″Ø / 60.325333°N 5.081806°Ø
Fjell fæstning (også Fjell fort, Batterie Fjell, Festung Sotra, MKB 11/504 Fjell eller Torden Felix) er et kystforsvarsanlæg på øen Sotra i Fjell kommune i Hordaland fylke i Norge. Anlægget blev bygget af den tyske okkupationsmagt under anden verdenskrig og tilhørte den tyske Kriegsmarine. Fæstningen var bygget som et forsvar omkring hovedvåbenet, tre 28,3 cm kanoner placeret i et pansertårn med en maksimal rækkevidde på 37 km. Kanonen var oprindelig en skibskanon fra slagkrydseren Gneisenau. Fæstningens hovedformål var at forsvare indsejlingen til Bergen, nord og syd for Sotra. Ud over kanonen byggede man et stort luftværnsbatteri (flak-batteri, fra tysk: FLugAbwehrKanone: Antiluftskyts) på samme sted, som beskyttede ikke kun selve fæstningen, men også en af hovedindflyvningsruterne til Bergen. Luftværnbatteriet var i brug under allierdee bombeangreb mod Bergen, men hovedskytset (trippelkanonerne) blev aldrig brugt i kamp.
Arbejdet blev påbegyndt i juli/august 1942 og var færdigbygget i den grad at kanonen blev prøveskudt 12. juli 1943. Selve nærforsvarsanlægget blev aldrig færdigbygget. Anlægget blev bygget af krigsfanger fra forskellige dele af Europa, men også norske entreprenører deltog. Flere norske arbejdere deltog også frivilligt på anlægget, da arbejdet var godt betalt.
Efter krigen overtog det norske forsvar anlægget, og drev det videre som et regulært kystfort frem til kanonen blev fjernet i slutningen af 1960'erne. Sjøforsvaret opretholdt en kystradarstation her til 2005. Nærforsvarsanlægget blev ikke betjent i samme skala som før, og minefelterne blev fjernet. Alligevel døde en bonde fra Fjell så sent som i 1953 da han gik på en mine. Også under krigen var der ulykker i minefelterne omkring fæstningen.
Anlægget er et af de større enkeltstående fæstningsanlæg i Europa fra anden verdenskrig. I dag er området åbent for almen færdsel, og dele af tunnelanlægget er åbnet og lagt til rette som museum, drevet af Museum Vest i samarbejde med lokale kræfter. Flere dele af området er i begyndelsen af 2010 under opbygning som museum og er planlagt åbnet for publikum. Fjell fæstning blev fredet av Riksantikvaren 6. maj 2004.